# Paris Hilton
Paris Whitney Hilton (New York, 17 februari 1981) is een Amerikaanse societyster en actrice. Net als haar zus Nicky Hilton is zij een achterkleindochter van Conrad Hilton, de oprichter van de hotelketen.

## Biografie
Paris Hilton is bekend geworden door een 'uitgelekte' seksvideo, een pornofilm, waarin ze met haar toenmalige vriend Rick Salomon te zien was. De seksvideo werd later onder de titel 1 Night in Paris op dvd uitgebracht. Er werd door de familie Hilton tevergeefs een rechtszaak tegen de producent aangespannen, maar Hilton gaf toestemming de film uit te brengen in ruil voor een flinke vergoeding.

### Carrière
In 2003 trad ze samen met Nicole Richie (geadopteerde dochter van Lionel Richie) op in de realityserie The Simple Life. In deze serie gingen Hilton en Richie naar de Amerikaanse staat Arkansas, waar ze bij een boerengezin terecht kwamen en voor het eerst in hun leven moesten werken. Er werden vijf seizoenen van de serie gemaakt.
In 2005 speelde zij in de film House of Wax de rol van Paige Edwards. Hoewel ze al in meerdere films had gespeeld, was dit de eerste rol waarmee ze aandacht trok. Hilton lanceerde in 2005 een parfumlijn in samenwerking met Parlux. De eerste geur, Paris Hilton for women, verkocht goed.
In 2006 kwam haar enige album Paris uit, met de singles 'Stars Are Blind' en 'Nothing in This World'. Ook verbond ze haar naam aan een juwelen- en handtassenlijn, samen met haar zus Nicky. Hilton werd geparodieerd in de televisieserie The Suite Life of Zack & Cody, waarin London Tipton het verwende kind van de Tipton-hotels eigenaar speelt.
MTV zond in 2008 en 2009 de series Paris Hilton's My New BFF en Paris Hilton's My New BFF: Dubai uit, waarin Hilton op zoek ging naar een nieuwe best friend forever nadat haar vriendschap met Nicole Richie was stukgelopen.
De afgelopen jaren is Hilton actief als dj. In 2017 werd Paris Hilton door Times Magazine uitgeroepen tot de best betaalde vrouwelijke dj ter wereld en de voorbije jaren had ze – net als Dimitri Vegas & Like Mike – een eigen residency in een club op Ibiza.

### Privéleven

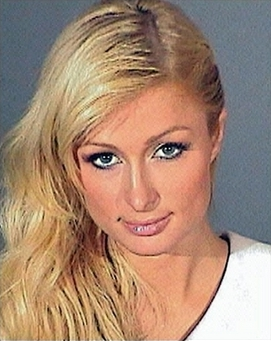
Politiefoto van Paris Hilton

In 2005 werd haar persoonlijke mobiele telefoon annex notebook gestolen, waarna haar volledige telefoonboek met nummers van andere bekendheden op internet werd gezet, die daardoor last kregen van telefoontjes van fans. Hilton werd meermaals veroordeeld voor het rijden onder invloed en het overtreden van de geldende snelheidslimiet. Hilton was tevens het slachtoffer van inbraak door The Bling Ring, een groep Amerikaanse tieners die inbraken pleegden bij celebrity's, zoals te zien in Sofia Coppola's film The Bling Ring.
Van maart 2008 tot november van datzelfde jaar was Hilton verloofd met Benji Madden, gitarist en achtergrondzanger van Good Charlotte. Van oktober 2011 tot mei 2012 had Hilton een relatie met Afrojack. Op 2 januari 2018 werd bekend dat Hilton verloofd was met acteur en model Chris Zylka., maar in november 2018 werd ook die verloving verbroken.
Hilton trouwde op 11 november 2021 met Carter Reum. Het stel heeft een zoon en een dochter.

## Filmografie

### Films
- Wishman (1991) - Meisje op het strand
- Sweetie Pie - (2000)
- Zoolander (2001) - Paris Hilton
- Nine Lives (2002) - Jo (Alternatieve titel: The Terror)
- One Night in Paris (2002)
- L.A. Knights (2003) - Sadie
- Wonderland (2003) - Barbie
- The Cat in the Hat (2003)
- Win a Date with Tad Hamilton! (2004) - Heather
- One Night in Paris (2004) - Paris Hilton
- The Hillz (2004) - Heather Smith
- Raising Helen (2004) - Amber
- House of Wax - (2005) Paige Edwards
- Bottoms Up (2006) Lisa Mancini
- Pledge This! (2006) - Victoria English
- The Hottie and the Nottie (2008) - Cristabel Abbott
- Repo! The Genetic Opera (2008) - Amber Sweet
- An American Carol (2008) - Paris Hilton
- Rex (2009) - Paris Hilton
- Pedal To The Metal (2009) - Jane
- The Dog Who Saved Christmas Vacation (2010) - Bella
- The Bling Ring (2013) - Paris Hilton

### Televisieoptredens
- The Simple Life
- Paris Hilton's My New BFF
- Paris Hilton's My New BFF: Dubai
- Veronica Mars: seizoen 1, aflevering 2 (gastrol)
- The O.C. (kleine gastrol)
- Las Vegas (kleine gastrol)
- Supernatural: seizoen 5, aflevering 5 - haarzelf
- Just lose it (video van Eminem)
- Paris in Love

Ze was ook jurylid in de online youtube-serie “instant influencer”. Ze zat ongeveer een 3 afleveringen naast de maker van de show: James Charles.

## Discografie
| Album met eventuele hitnotering(en) in de Nederlandse Album Top 100 | Datum van verschijnen | Datum van binnenkomst | Hoogste positie | Aantal weken | Opmerkingen |
| ------------------------------------------------------------------- | --------------------- | --------------------- | --------------- | ------------ | ----------- |
| Paris                                                               | 04-08-2006            | 26-08-2006            | 18              | 14           |             |

| Single met eventuele hitnotering(en) in de Nederlandse Top 40 | Datum van verschijnen | Datum van binnenkomst | Hoogste positie | Aantal weken | Opmerkingen  |
| ------------------------------------------------------------- | --------------------- | --------------------- | --------------- | ------------ | ------------ |
| Stars are blind                                               | 17-6-2006             | 15-7-2006             | 12              | 9            | Alarmschijf  |
| Turn it up                                                    | 18-7-2006             | -                     | -               | -            | Alleen in VS |
| Nothing in this world                                         | 22-9-2006             | 30-9-2006             | tip             |              |              |

| Single met hitnotering(en) in de Vlaamse Ultratop 50 | Datum van verschijnen | Datum van binnenkomst | Hoogste positie | Aantal weken | Opmerkingen |
| ---------------------------------------------------- | --------------------- | --------------------- | --------------- | ------------ | ----------- |
| Stars are blind                                      | 26-06-2006            | 22-7-2006             | 18              | 13           |             |
| Nothing in this world                                | 22-9-2006             | 18-11-2006            | 46              | 1            |             |